# Kokemäki
Kokemäki (Kumo trong tiếng Thụy Điển) là một thị xã và đô thị của Phần Lan.
Vị trí ở tỉnh của Tây Phần Lan thuộc vùng Satakunta. Đô thị này có dân số 8.456 người (2003) và diện tích 531.26 km² trong đó có 50,19 km² là diện tích mặt nước. Mật độ dân số là 15,9 người trên mỗi km².
Dân đô thị này chỉ sử dụng tiếng Phần Lan

## Thành phố kết nghĩa
- Põltsamaa, Estonia
- Lier, Na Uy
- Falköping, Thụy Điển
- Hobro, Đan Mạch

Bản mẫu:Satakunta